# 12178 Dhani
12178 Dhani è un asteroide della fascia principale. Scoperto nel 1977, presenta un'orbita caratterizzata da un semiasse maggiore pari a 2,7128026 UA e da un'eccentricità di 0,0263880, inclinata di 4,49254° rispetto all'eclittica.